# يوحنا بولس الأول
يوحنا بولس الأول (بالإيطالية: papa Giovanni Paolo I)‏ (1912 - 1978) هو بابا الكنيسة الكاثوليكية الثالث والستون بعد المائتان بين 26 أغسطس 1978 و 28 سبتمبر 1978 في واحدة من أقصر الحبريات التي عرفتها البابوية الكاثوليكية. عُرف عن هذا البابا كونه حبر إصلاحي، وعزم على تطبيق مقررات المجمع الفاتيكاني الثاني بقوّة، لكن وفاته المبكرة حالت دون تحقيق ذلك، وقيل أن الماسونيون في إيطاليا قد قتلوه، في حين أن تحقيقات الفاتيكان الرسمية تنكر ذلك.
انخرط البابا في السلك الكهنوتي باكرًا، وشارك في المجمع الفاتيكاني الثاني، وشغل قبل انتخابه، عددًا من المناصب المهمة في الكنيسة الكاثوليكية كان أعلاها «بطريرك البندقية». يعد البابا أول بابا ولد في القرن العشرين وكذلك آخر بابا توفي فيه، كما يعد حتى الآن آخر بابا إيطالي، إذ إن الباباوات الذين خلفوه يوحنا بولس الثاني هو بولندي وبندكت السادس عشر ألماني وفرنسيس الأول أرجنتيني وليو الرابع عشر أمريكي؛ عُرف هذا البابا بين الإيطاليين باسم البابا الباسم أو بسمة الله، وأطلقت عليه عدد من الوسائل الإعلام العالمية منها مجلة التايم اسم بابا سبتمبر.
يعد البابا يوحنا بولس الأول، ثالث البابوات الذين شغلوا سابقًا مركز «بطريرك البندقية» في القرن العشرين بعد بيوس العاشر ويوحنا الثالث والعشرون؛ مع بداية حبريته قام يوحنا بولس الأول باستبدال اللقب الرسمي الخاص به من «الحبر الأعظم» إلى «الراعي الأعلى»، وبهذا الاسم وجهت الدعوات الرسمية لحضور حفل التنصيب. أما اسمه البابوي فهو أول اسم مركب في تاريخ البابوية، وهو جمع لإسمي سلفيه يوحنا الثالث والعشرون وبولس السادس، كذلك فهو أول من أضاف لقب «الأول» إلى اسمه، في تاريخ السجلات البابوية.

## حياته

### النشأة
ولد باسم ألبينو لوتشياني في قرية فورنو دي كانالي شمالي البندقية، يوم 17 أكتوبر 1912، وحين ولادته كان رقيق الصحة. عرف عن والدته الإيمان وحضور الصلاة في الكنيسة باستمرار؛ أما والده، كان اشتراكيًا، طاف عددًا من بلدان أوروبا بسبب طبيعة عمله؛ وهو ما دفع بعض المؤرخين للنقل أن ألبينو كان من كارهي الحزب الاشتراكي، وأنه تأثر بوالدته أكثر مما تأثر بوالده. كان للعائلة ابن آخر هو إدواردو، وابنة هي أنطونيا، بالإضافة إلى ابنتين للأب من زواج سابق كانت قد ماتت أمهما. ولعدم استقرار الأب في مهنة، كانت العائلة تعيش حياة أقرب للفقر.

### العمل الكنسي
عندما كان ألبينو في الحادية عشر من عمره، أراد دخول الدير بتشجيع من والدته وكاهن القرية الآب فيليبو كارلي، وتقبل والده الأمر دون اعتراض، فانخرط في المدرسة الإكليركية عام 1923 وله من العمر أحد عشر عامًا فقط في قرية فلتر القريبة من قريته، ومنها انتقل إلى إكليركية الأبرشية في مدينة بولونو، أراد الانخراط في الرهبنة اليسوعية لكن رغبته لم تحقق.
غدا كاهنًا في 7 يوليو 1935 وله من العمر 23 سنة، وفي عام 1937 عيّن معاونًا لمدير المدرسة الإكليركية في بلونو، أرفقها بدراسة الدكتوراه في اللاهوت، وانتقل إلى الجامعة الغريغورية في روما لهذه الغاية، بموافقة شخصية من البابا بيوس الثاني عشر وأشرف على أطروحته عدد من كبار لاهوتيي ذلك العصر ومنهم فيليس كابيلو. وقد بدأ دراسته في 27 مارس 1941، وتقطعت خلال فترات من الحرب العالمية الثانية وحصل عليها أخيرًا في 23 نوفمبر 1946؛ في العام التالي أي في عام 1947 عينه مطران بلونو، معاونًا عامًا في الأبرشية، وفي عام 1958 توفيت والدته ووالده، وتزوج شقيقه وشقيقته، وفي العام نفسه عينه البابا يوحنا الثالث والعشرون أسقفًا على البندقية وله من العمر 46 سنة في الفاتيكان. ثم رفع في 15 ديسمبر 1969 إلى مرتبة بطريرك البندقية وكاردينال في الكنيسة الكاثوليكية، خلال عهد البابا بولس السادس.

## بابويته

### الانتخاب والتنصيب
بعد وفاة بولس السادس، تكاثر عدد المرشحين لخلافته، ولم يكن من المتوقع انتخاب خلف بشكل سريع، بل كان من المتوقع أن يطول المجمع الانتخابي، إلا أنه وكما نقلت التسريبات الصحفية اللاحقة، فإن البابا حصل على 68 صوتًا، ومع تكرار عمليات التصويت والمشاورات بين الكرادلة، اتفقوا على انتخابه، فانتُخَب بأغلبية 99 صوتًا مقابل الكاردينال سيري الحاصل على 68 صوتًا في حين حصل الكاردينال لورشيدو على صوت واحد، علمًا أنه لانتخاب البابا يجب الحصول على ثلثي المجمع الانتخابي.
كان القداس الإلهي الذي يتخلله حفل تتويج البابا يعود للقرن الحادي عشر ويتخلله الكثير من مظاهر الترف والبذخ يتقدمها التيرا وهو التاج البابوي ذو الثلاث طبقات للإشارة إلى السلطات الثلاث الأرضية والسماوية والزمنية، وكان يصنع من المعادن الثمينة. قام البابا بولس السادس بإلغاء تيرا وباع تاجه وهو هدية من أبرشية ميلانو ووزّع ثمنه على مياتم المدينة، وعند انتخاب البابا يوحنا بولس الأول، كانت تلك المرة الأولى منذ تسعة قرون يلغى فيها «حفل التتويج» ويستبدل «بحفل التنصيب»، ويقلّد البابا فيها تاجًا أسقفيًا عاديًا إلى جانب الباليوم، وهو وشاح صوفي أبيض يرتديه كبار البطاركة والأساقفة إلى جانب البابا رمزًا للسلطة والشراكة. وعمومًا فإن كثيرًا من مظاهر الفخامة التي كانت تراق مواكب البابا كحمله على عرش خاص ونفخ الأبواق الفضية كانت قد ألغيت خلال حبرية بولس السادس ضمن سلسلة الإصلاحات التي أقرّت بعد المجمع الفاتيكاني الثاني. رغم ذلك فإن شعار البابا قد حوى على رمز التيرا، وهو آخر بابا يستخدمه في شعاره.

### سياسته
عمل يوحنا بولس الأول إلى «أنسنة» مكتب البابا ودوائر الفاتيكان، كان أول بابا في العصور الحديثة تكلم بصيغة المفرد أن استخدم «أنا» بدلاً من صيغة «نحن»، وإن كان في كثير من الأحيان يتم إعادة كتابة المحاضر الرسمية لخطبه بأسلوب أكثر رسمية من قبل مساعديه المحافظين، بما في ذلك صحيفة المراقب الروماني الصادرة عن الفاتيكان. في إحدى تصريحاته قال البابا: «إن الله هو والدنا، بل أكثر من ذلك إنه والدتنا»، في إشارة مقتسبة من سفر أشعياء 14، وكان من أعماله أن دعا المؤمنين للصلاة في 10 سبتمبر من أجل نجاح مفاوضات كامب ديفيد للسلام في الشرق الأوسط.
لم ينشر البابا يوحنا بولس الأول أي دستور رعوي أو رسالة عامة، لكن من المعروف أن كان يعد رسالة عامة من أجل تأكيد خطوط المجمع الفاتيكاني الثاني، وهو الذي وصفه «بالحدث التاريخي والاستثنائي في مسيرة نمو الكنيسة»، وأراد تشديد الانضباط في حياة الكهنة وسائر المسيحيين. كان البابا محسوب على الجناح الإصلاحي التقدمي في الكنيسة الكاثوليكية لا الجناح المحافظ التقليدي، وكان صاحب مبادرات مثل تخصيص 1% من مداخيل الكنائس حول العالم لتوزع على الفقراء في العالم الثالث. استقبل البابا خورخي فيديلا وهو رئيس المجلس العسكري الأرجنتيني، ما أثار جدلاً كبيرًا في الفاتيكان، خصوصًا عندما ذكّر البابا الرئيس الأرجنتيني علنًا بانتهاكات حقوق الإنسان التي جرت في الأرجنتين خلال ما سُمّي «الحرب القذرة».[بحاجة لمصدر]
على صعيد اللاهوت الأخلاقي، فإن البابا كان يناقش علنًا الصيغة الإنسانية الذاتية، ويرى عدد من الصحفيين والباحثين أن «البابا كان متمسكًا بتعاليم الكنيسة التقليدية بشكل حاد، وخصوصًا مع أولئك الذين من خلال حرية التصرف لا يلتفتون للحظر الذي تفرضه الكنيسة على وسائل منع الحمل»، وهو ما كرسه لاحقًا يوحنا بولس الثاني. كذلك فإن البابا وعلى غرار سلفه بولس السادس رفض المس بقضية تبتل الكهنة، وكان يرى أن مشكلة الكهنوت ليست في التبتل بل في الإيمان، وانتقد أيضًا تجربة طفل الأنبوب دون أن يحظرها على الكاثوليك، ودعا المسيحيين لإعطاء مثل صالح، وهو ما من شأنه حسب البابا تخفيف الإلحاد:
| يوحنا بولس الأول | من أسباب انتشار الإلحاد، هو التناقض الناشب أحيانًا بين أقوال المسيحيين وأعمالهم. | يوحنا بولس الأول |

اعتبر البابا محاورًا وكاتبًا مرموقًا، يدل على ذلك بعض الوثائق والرسائل الرعائية التي نشرها حين كان كاردينالاً، بعضها ذو طابع شخصي وخاصة مثل رسائل موجهة إلى يسوع، وداود وبينوكيو وماريا تيريزا. كان عموم الشعب يشير إلى أن يوحنا بولس الأول يتمتع «بدفئ الشخصية»، إلا أن هناك نظرة ناقدة للبابا، حول عدم «ارتقاءه إلى مسؤوليات البابوية»، خصوصًا لدى مقارنة خطبه البسيطة بخطب أسلافه بيوس الثاني عشر وبولس السادس. بعض التقارير أفادت أنه كان أول من بابا في القرن العشرين لم يقم في حياته السابقة بأي دور دبلوماسي خارجي مثل بيوس الحادي عشر ويوحنا الثالث والعشرون أو دور بارز في الكوريا الرومانية أمثال بيوس الثاني عشر وبولس السادس.
رغم ذلك، يعد البابا من أنصار الإصلاح الطقسي والإداري، وصرّح بأنه «لا يمكن القيام بإصلاح من دون المجازفة»، وأن «الأمانة لا الرتابة هي ما يريده الله في الكهنوت». وعلى الصعيد السياسي والاقتصادي انتقد البابا الماركسية والستالينية واعتبرها «خسارة للإيمان والإنسان»، وشجب الرأسمالية غير المقيدة وما «تلد من الآلام والمظالم والحروب»، لكنه كأسلافه كان نصيرًا للملكية الخاصة في التعليم الاجتماعي. كما صرّح عام 1976 أي قبل انتخابه بابا، أنه بالإمكان أن يكون المسيحي ديموقراطي أو شيوعي «فالالتزامات المختلفة مقبولة، شريطة أن يبقى الإيمان دون تغيّر ولا فساد».

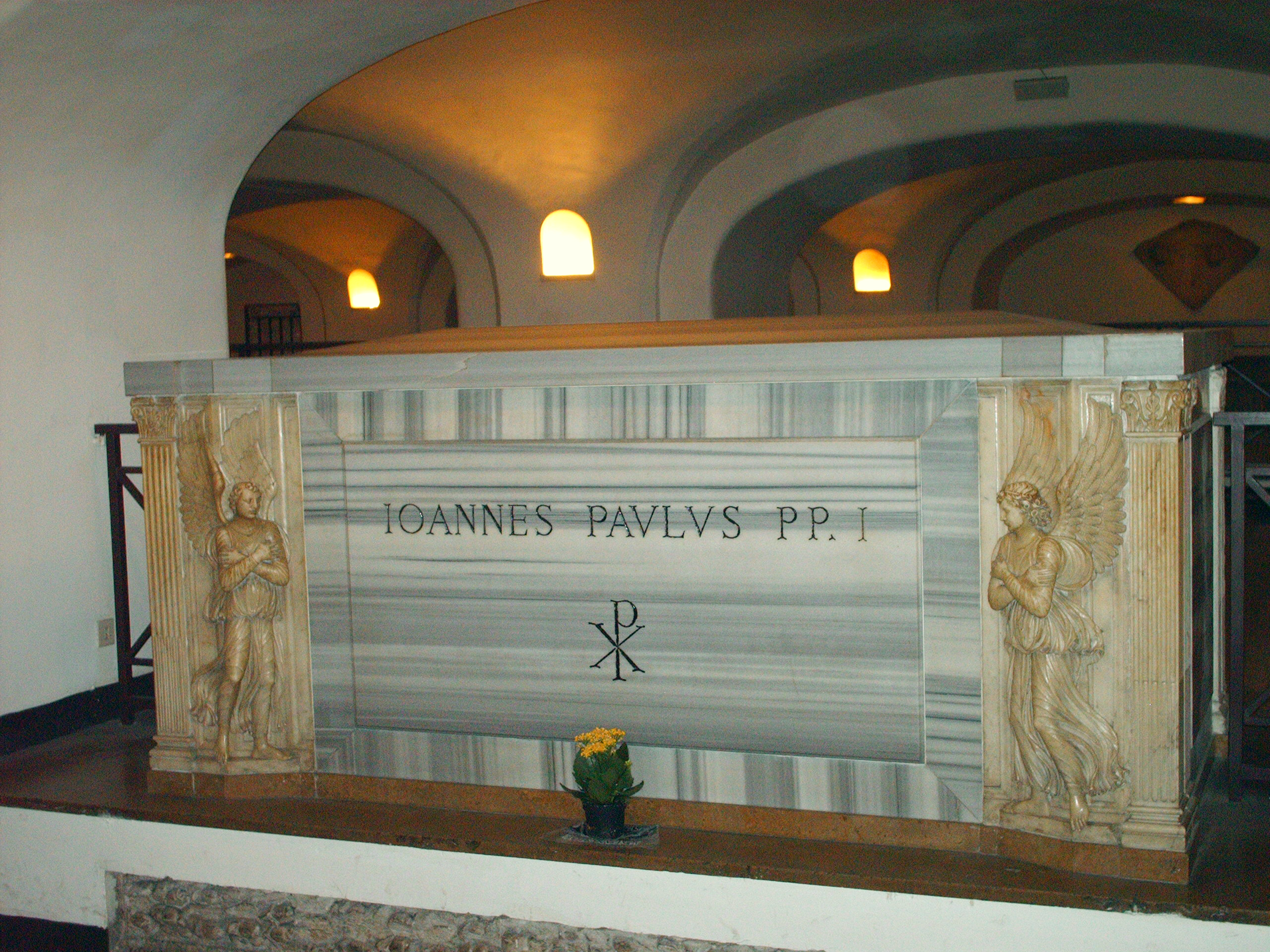
ضريح البابا في أقبية كاتدرائية القديس بطرس.

رغم ذلك، فإن لشخصيته تأثيرًا في العموم، وله صورة دافئة، كما أنه رجل لطيف نوعًا ما، ووصف من قبل الصحافة بأنه «شخصية محبوبة جدًا حتى دون أن يتحدث كلمة واحدة»، يعزز ذلك كونه خطيبًا ماهرًا، إلى جانب أنه لا يمانع من الضحك، وفي وسائل الإعلام الكثير من التسجيلات الصوتية الودية.

### الموت
وُجد البابا جالسًا في سريره وميتًا قبل وقت قصير من فجر يوم 29 سبتمبر 1978، أي بعد 33 يومًا فقط من ولايته البابوية، أفاد الفاتيكان أن البابا البالغ من العمر 65 عامًا قد توفي في الليلة السابقة إثر نوبة قلبية؛ لم يجر تشريح للجثة كما هو معتاد، إلى جانب تضارب التصريحات والتقارير حول أسباب الوفاة، وهو ما أدى إلى تعدد نظريات المؤامرة بشأن ذلك. بعض التقارير أفادت أن البابا قد عُثِر عليه ميتًا وفي يده بعض أوراق كان يكتبها، وبينما لم يؤكد الفاتيكان الخبر، تضاربت الأنباء حول محتوى كلمات البابا الأخيرة.

## بعد الوفاة

### خليفته
كان البابا أول من اختار اسمًا مركبًا ومنحوتًا من اسمي سلفيه، وعندما انتخب في 16 أكتوبر اختار خليفته كارول فوتيلا الاسم نفسه يوحنا بولس الثاني، وفي اليوم التالي وخلال القداس الأول له كبابا تطرق البابا المنتخب إلى سلفه، وقال:
| يوحنا بولس الأول | ماذا يمكن أن نقول عن يوحنا بولس الأول، والذي يبدو لنا كأنه بالأمس فقط خرج من هذه الكنيسة مرتديًا ثياب الحبر الأعظم الجديدة. لم تكن بابويته خفيفة، بل كانت مفعمة بالدفء والمحبة، والمشاعر الفياضة. في خطابه الأخير يوم الأحد قبل صلاة التبشير الملائكي، أكد في توجيهاته الحكيمة للمؤمنين الحاضرين جماهيريًا، على الإيمان والأمل والحب. | يوحنا بولس الأول |

### التطويب
في عام 1990 افتتحت رسميًا دعوى تطويب البابا يوحنا بولس الأول بعد التماس قدمه 226 أسقف من البرازيل بينهم أربعة كرادلة، وفي 26 أغسطس 2002 أعلن المطران فينشنزو سافيو قبول الدعوى وبدء المرحلة التمهيدية لجمع الوثائق والشهادات اللازمة لبدء عملية لمنح لقب «قديس»، وفي 8 يونيو 2003 منح مجمع دعاوى القديسين موافقته على العمل، وفي 23 نوفمبر تم في كاتدرائية بيلونو مسقط رأس البابا الاحتفال بإقامة القداس الإلهي برئاسة كاردينال أوفده البابا يوحنا بولس الثاني، للصلاة من أجل العملية.
وقد خلصت لجنة التحقيق الأبرشية في 11 نوفمبر 2006 في بلونو إلى أنه قد عاش الفضائل المسيحية الثلاث «الإيمان، والرجاء والمحبة» وأنه لم يرتكب خطايا جسيمة، وبالتالي غدا البابا «مكرمًا» وهي المرحلة الأولى من مراحل التطويب. وفي يونيو 2009 تم بدء المرحلة الثانية التي تنتهي بإعلانه «طوباويًا» ويحتاج وفق قواعد الكنيسة الكاثوليكية لمعجزة تثبت تدخل الروح القدس في عملية الاختيار، ويجري حاليًا التحقيق حول معجزة مفترضة للبابا بشفاء جوزيف دي ألتامورا الذي شفي من مرض السرطان، ومع نهاية التحقيق يصبح بالإمكان إعلان البابا طوباويًا بشكل رسمي.

## روابط خارجية
- يوحنا بولس الأول على موقع الموسوعة البريطانية (الإنجليزية)
- يوحنا بولس الأول على موقع مونزينجر (الألمانية)
- يوحنا بولس الأول على موقع إن إن دي بي (الإنجليزية)
- يوحنا بولس الأول على موقع ديسكوغز (الإنجليزية)